# Oxana Jad
Oxana Jad (* 1979 Moskva) je ruská umělecká fotografka, která se specializuje na psychologické portréty a malebné krajiny. Žije a pracuje v Německu a Španělsku.

## Život a dílo
Vystudovala sochařství, multimédia a fotografii na Akademii výtvarných umění v Drážďanech. Následně vystudovala fotografii a intermédia na Akademii výtvarných umění v Lipsku. Získala magisterský titul u profesora Eberharda Bossleta na Akademii výtvarných umění v Drážďanech.
Těžiště práce Oxany Jad je rozvíjení intermediální umělecké tvorby, ve které se zabývá tématem tělo-obraz-identita. Obzvláště se zajímá o lidskou psychiku ve smyslu filosofie, náboženství a mytologie, zkoumá tělo a jeho sociálních kódy v rámci etnického, historického a umělecko-historického kontextu; mezilidské působení a myšlenky lidského těla vzhledem k pokročilému vědeckému výzkumu a objevům.

## Výstavy a ocenění
Díla Oxany Jad byla zpřístupněna široké veřejnosti na mnoha samostatných a skupinových výstavách. V letech 2006 a 2011 se zúčastnila Bienále současného umění v ruském Petrohradě. Její fotografické práce byly vystavovány v galeriích v Evropě a USA, jsou součástí veřejných a soukromých sbírek, její díla visela ve vládní budově v Karlsruhe a jsou v rakouské sbírce Angerlehner. Dále Oxana Jad získala řadu cen a ocenění za svou práci, jako je například Saxony-Art-Award za fotografii v roce 2009.